# Grand Prix Argentiny 1975
Grand Prix Argentiny v roce 1975 (XII Gran Premio de la Republica Argentina) se uskutečnila 12. ledna 1975 na okruhu Autódromo Oscar Alfredo Gálvez nedaleko Buenos Aires.

## Účastníci
Tým Mclaren, který obhajoval titul, přišel o Denny Hulmeho jenž se rozhodl koncem roku 1974 ukončit kariéru. V týmu k obhájci titulu Fittipaldimu, nasadili Masse. Lotus i Tyrrell nastoupil k úvodnímu závodu beze změn. Také tým Brabham v jezdeckém složení nedělal žádné změny, tým získal silného partnera v podobě italského výrobce vermutů Martini. Nejsložitější situace byla v týmu March, který měl finanční potíže a na poslední chvíli získal částečnou výpomoc od výrobce nářadí Beta, který podporoval Vittoria Brambillu. Ferrari přivezlo velice stabilní tým a zařadili se tak mezi největší favority na zisk titulu. Frank Williams opustil vozy Iso a poprvé startoval s vozy vlastní konstrukce, které svěřil již osvědčené dvojici Arturo Merzario a Jacques Laffite. Stejně jako March čí BRM také Surtees nasadil pouze jediný vůz. Emerson Fittipaldi následoval své kolegy Surteese a Hilla a nasadil do závodu vlastní tým s bratrem Wilsonem.

## XIIGran Premio de la Republica Argentina
Velkým překvapením byla velká rychlost vozu Shadow DN5, se kterým Jean Pierre Jarier zajel nejrychlejší kolo v kvalifikaci a téměř o půl sekundy porazil druhého Carlose Paceho s Brabhamem. Druhou řadu obsadili Carlos Reutemann na druhém Brabhamu a Niki Lauda s Ferrari. Ve třetí řadě stál mistr světa Emerson Fittipaldi a James Hunt, dále je následoval Clay Regazzoni s Ferrari a dva vozy Tyrrell; Patrick Depailler a Jody Scheckter do první desítky se vtěsnal ještě Mario Andretti. Překvapivě stáj Lotus neprokázala své kvality, Ronnie Peterson obsadil 11. místo na startu a Jacky Ickx dokonce až 18. místo.
Jean Pierre Jarier s vozem Shadow nenastoupil do závodu pro poruchu na rozvodech a tak místo na pole position zůstalo opuštěné. Do čela závodu se po startu dostal domácí pilot Carlos Reutemann před týmovým kolegou Pacem. Hned v první zatáčce kolidovali Mass a Scheckter a oba vozy musely do boxu. Lauda kroužil na třetí pozici s Huntem těsně za zádí. Hunt v osmém kole předjel Laudovo Ferrari a začal stíhací jízdu na oba vozy Brabham.
Ve 12 kole se nový vůz Fittipaldi dostal mimo kontrolu svého jezdce a narazil do svodidla a začal hořet. Wilson Fittipaldi vystoupil z vozu bez zranění, ale automobil byl zcela zničen. O pár kol později se Pace snažil dostat na vedoucí pozici, ale po chybě se propadl až na 7. místo. Mezitím se k vedoucímu Reutemannovi přibližoval Hunt a v 26. kole ho předjel a ujal se vedení. Stejným způsobem si Fittipaldi poradil s Laudou. Carlos Reutemann zažil deprimující situaci, když byl v 26. kole předjetý Huntem a v následujícím kole také Fittipaldim. Fittipaldi poté zaútočil i na vedoucí pozici a ve 35. kole šel před Hunta.
Pozice na čele závodu se již neměnila a tak cílem projel jako vítěz Emerson Fittipaldi před Huntem a Reutemannem. Pace jezdil na čtvrtém místě až do doby než musel odstoupit pro poruchu motoru a přepustil tak místo Regazzonimu na Ferrari. Se stejným počtem kol projeli cílem ještě Depailler na Tyrrellu a Lauda s Ferrari.

## Výsledky
- 12. leden 1975
- Okruh Buenos Aires
- 53 kol × 5,968 km = 316,304 km
- 251. Grand Prix
- 13. vítězství pro Emersona Fittipaldiho
- 13. vítězství pro McLaren

| Pozice | Jezdec              | Vůz             | Čas                 |
| ------ | ------------------- | --------------- | ------------------- |
| 1      | Emerson Fittipaldi  | McLaren M23     | 1:39'26.29          |
| 2      | James Hunt          | Hesketh 308     | á 0:05,91           |
| 3      | Carlos Reutemann    | Brabham BT 44B  | á 0: 17,06          |
| 4      | Clay Regazzoni      | Ferrari 312 B3  | á 0:35,79           |
| 5      | Patrick Depailler   | Tyrrell 007     | á 0:54,25           |
| 6      | Niki Lauda          | Ferrari 312 B3  | á 1:19,65           |
| 7      | Mark Donohue        | Penske PC1      | á 1 kolo            |
| 8      | Jacky Ickx          | Lotus 72E       | á 1 kolo            |
| 9      | Vittorio Brambilla  | March 741       | á 1 kolo            |
| 10     | Graham Hill         | Lola T370       | á 1 kolo            |
| 11     | Jody Scheckter      | Tyrrell 007     | á 1 kolo            |
| 12     | Tom Pryce           | Shadow DN 3B    | á 2 kola/Převodovka |
| 13     | Rolf Stommelen      | Lola 370        | á 2 kola            |
| 14     | Jochen Mass         | McLaren M 23    | á 3 kola            |
| Kolo   | Odstoupili          | -               | -                   |
| 46     | Carlos Pace         | Brabham BT 44B  | Motor               |
| 44     | Arturo Merzario     | Williams FW01   | Neklasifikován      |
| 27     | Mario Andretti      | Parnelli VPJ4   | Převodovka          |
| 24     | Mike Wilds          | BRM P201        | Motor               |
| 15     | Ronnie Peterson     | Lotus 72E       | Motor               |
| 15     | Jacques Laffite     | Williams FW01   | Převodovka          |
| 12     | Wilson Fittipaldi   | Copersucar FD01 | Havárie             |
| 6      | John Watson         | Surtees TS16    | Diskvalifikace      |
| 0      | Jean Pierre Jarier  | Shadow DN5      | Převodovka          |
| -      | Nestartovali        | -               | -                   |
| -      | Nestor Garcia Veiga | Berta 1         | -                   |

### Nejrychlejší kolo
- James Hunt 1'50"91 Hesketh – 193,714 km/h

### Vedení v závodě
| Kola         | km         | Jezdec             | %    |
| 1.–25. kolo  | 149,2 km   | Carlos Reutemann   | 47 % |
| 26.–34. kolo | 53,712 km  | James Hunt         | 17 % |
| 35.–53. kolo | 113,392 km | Emerson Fittipaldi | 36 % |
| ------------ | ---------- | ------------------ | ---- |

| Carlos Reutemann | James Hunt | Emerson Fittipaldi |
| ---------------- | ---------- | ------------------ |

### Postavení na startu
| 1. řada  | 2                  | 1                  |
|          | Carlos Pace        | Jean-Pierre Jarier |
|          | Brabham            | Shadow             |
|          | 1'49.64            | 1'49.21            |
| 2. řada  | 4                  | 3                  |
|          | Niki Lauda         | Carlos Reutemann   |
|          | Ferrari            | Brabham            |
|          | 1'49.96            | 1'49.80            |
| 3. řada  | 6                  | 5                  |
|          | James Hunt         | Emerson Fittipaldi |
|          | Hesketh            | McLaren            |
|          | 1'50.26            | 1'50.02            |
| 4. řada  | 8                  | 7                  |
|          | Patrick Depailler  | Clay Regazzoni     |
|          | Tyrrell            | Ferrari            |
|          | 1'50.80            | 1'50.71            |
| 5. řada  | 10                 | 9                  |
|          | Mario Andretti     | Jody Scheckter     |
|          | Parnelli           | Tyrrell            |
|          | 1'51.06            | 1'50.82            |
| 6. řada  | 12                 | 11                 |
|          | Vittorio Brambilla | Ronnie Peterson    |
|          | March              | Lotus              |
|          | 1'51.77            | 1'51.44            |
| 7. řada  | 14                 | 13                 |
|          | Tom Pryce          | Jochen Mass        |
|          | Shadow             | McLaren            |
|          | 1'51.92            | 1'51.82            |
| 8. řada  | 16                 | 15                 |
|          | Mark Donohue       | John Watson        |
|          | Penske             | Surtees            |
|          | 1'52.36            | 1'52.13            |
| 9. řada  | 18                 | 17                 |
|          | Jacky Ickx         | Jacques Laffite    |
|          | Lotus              | Williams           |
|          | 1'52.90            | 1'52.88            |
| 10. řada | 20                 | 19                 |
|          | Arturo Merzario    | Rolf Stommelen     |
|          | Williams           | Lola               |
|          | 1'53.43            | 1'53.12            |
| 11. řada | 22                 | 21                 |
|          | Mike Wilds         | Graham Hill        |
|          | BRM                | Lola               |
|          | 1'54.48            | 1'54.00            |
| 12. řada |                    | 23                 |
|          | -                  | Wilson Fittipaldi  |
|          | -                  | Copersucar         |
|          | -                  | 2'00.22            |
| -------- | ------------------ | ------------------ |

### Zajímavosti
- První Grand Prix pro značku Copersucar a Williams.
- V závodě se poprvé představily vozy Brabham BT44B, Copersucar FD01, Hesketh 308B, Shadow DN3B, Shadow DN5, Williams FW01 a Williams FW02.
- Vůz se startovním číslem 17 získal poprvé pole positions.
- Hesketh poprvé zajel nejrychlejší kolo.
- První pole positions pro Jaena Pierra Jariera.
- 25. GP pro Maria Andrettiho
- Shadow poprvé startoval z pole position
- 10. GP pro Toma Pryce
- 179. GP pro Grahama Hilla – nový rekord

| Pole position      | Vítězství          | Nej. kolo    |
| Jean Pierre Jarier | Emerson Fittipaldi | James Hunt   |
| Shadow DN5         | McLaren M23        | Hesketh 308B |
| 1'49.21            | 1:39'26.29         | 1'50.91      |
| 196,729 km/h       | 190,855 km/h       | 193,714 km/h |
| ------------------ | ------------------ | ------------ |

### Stav MS
- Zelená – vzestup
- Červená – pokles

| * | Jezdec             | Body |
| - | ------------------ | ---- |
| 1 | Emerson Fittipaldi | 9    |
| 2 | James Hunt         | 6    |
| 3 | Carlos Reutemann   | 4    |
| 4 | Clay Regazzoni     | 3    |
| 5 | Patrick Depailler  | 2    |
| 6 | Niki Lauda         | 1    |

| * | Vůz     | Body |
| - | ------- | ---- |
| 1 | McLaren | 9    |
| 2 | Hesketh | 6    |
| 3 | Brabham | 4    |
| 4 | Ferrari | 3    |
| 5 | Tyrrell | 2    |

| * | Jezdec         | Body |
| - | -------------- | ---- |
| 1 | Brazílie       | 9    |
| 2 | Velká Británie | 6    |
| 3 | Argentina      | 4    |
| 4 | Švýcarsko      | 3    |
| 5 | Francie        | 2    |
| 6 | Rakousko       | 1    |